# ماجناكافالو
ماجناكافالو أو مانيكاڤالو (بالإيطالية: Magnacavallo، وبالإميليانية: Magnacavàl) هي بلدية تقع في مقاطعة مانتوفا ضمن إقليم لومبارديا في شمال إيطاليا، وتبعد حوالي 170 كيلومترًا جنوب شرق ميلانو، وحوالي 45 كيلومترًا جنوب شرق مدينة مانتوفا.